# Arbeitsvorbereitung
Arbeitsvorbereitung (auch Auftragsvorbereitung kurz AV genannt, in der Schweiz ist AVOR üblich, allgemein auch Fertigungsplanung und -steuerung) umfasst die innerbetrieblichen Maßnahmen, die zur Vorbereitung der Fertigung von Erzeugnissen erforderlich sind. Sie bildet also das Bindeglied zwischen der Konstruktion und der eigentlichen Fertigung und Montage. In der DDR wurde dafür der Ingenieurberuf  „Technologe“ entwickelt, der speziell für die Arbeit in Abteilungen der Technologischen Fertigungsvorbereitung ausgebildet war. Man unterteilt die Arbeitsvorbereitung häufig in:
- Die Arbeitsplanung oder Fertigungsplanung: Dazu zählen alle einmalig auftretenden Planungsmaßnahmen zur Sicherstellung der wirtschaftlichen Fertigung, einschließlich der Betriebsmittelplanung und -konstruktion. Sie legt fest was, wie und womit gefertigt werden soll. Sie wird weiter unterteilt in die
  - Arbeitsablaufplanung (Planung von Abläufen, Reihenfolgen etc.) und die
  - Arbeitssystemplanung (Planung von Arbeitsplätzen, Fabriken und ähnlichem)
- Die Arbeitssteuerung oder Fertigungssteuerung: Sie befasst sich mit den mehrmalig auftretenden Aufgaben und ist zuständig für alle Maßnahmen zur Auftragsabwicklung, für die von der Arbeitsplanung die entsprechenden Voraussetzungen geschaffen wurden. Sie legt fest wer, wann, wie viel und wo gefertigt werden soll. Die Arbeitssteuerung ist somit identisch mit der Produktionsplanung und -steuerung.

Mit Arbeitsvorbereitung wird vielfach auch die Stelle oder Abteilung genannt, deren Aufgabengebiet die Arbeitsvorbereitung ist.

## Arbeitsplanung
Zur Arbeitsplanung zählen alle einmalig auftretenden Planungsaufgaben. Sie wird auch als Fertigungsplanung bezeichnet und legt fest was, wie und womit gefertigt werden soll. Nach REFA wird sie weiter unterteilt in die Arbeitsablaufplanung und die Arbeitssystemplanung. Erstere legt unter anderem fest, in welcher Reihenfolge Produkte montiert oder gefertigt werden sollen, letztere beschäftigt sich mit der Planung von Arbeitssystemen. Dabei kann es sich um ganze Fabriken handeln (Fabrikplanung) bis hin zu einzelnen Arbeitsplätzen. Die Arbeitssystemplanung hat einen eher langfristigen Planungshorizont, während die Arbeitsablaufplanung einen eher kurzfristigen Horizont hat.

### Arbeitsablaufplanung
Folgende Teilgebiete werden in der Fachliteratur genannt:
- Beratung der Konstruktion, insbesondere im Rahmen des Simultaneous Engineering.
- Erstellen und Verwalten von Stücklisten für die Fertigung und Montage
- Bestimmung der Rohteile. Dabei kann es sich um Halbzeuge handeln wie Bleche, Stangen oder Barren, oder es werden vorgefertigte Stücke weiterverarbeitet. Dazu zählen Gussstücke und Schmiedeteile.
- Die Reihenfolge in der einzelne Arbeitsvorgänge erledigt werden sollen. Zum Beispiel die Reihenfolge der einzelnen Montageschritte oder zwischen welchen Schritten ein Bauteil einer Wärmebehandlung unterzogen werden soll (z. B. Härten oder Weichglühen)
- Die Auswahl der Betriebsmittel insbesondere der Werkzeuge und der Maschinen, sowie der Fertigungshilfsmittel
- Bestimmung der Position in der einzelne Bauteile während der Bearbeitung eingespannt werden sollen.
- Die Prüfplanung
- Entwicklung von benötigten Sonderwerkzeugen oder Vorrichtungen
- Die Erstellung von CNC-Programmen für Werkzeugmaschinen
- Kostenplanung und Kalkulation. Dazu zählt auch ein Vergleich mehrerer in Frage kommender Fertigungsverfahren hinsichtlich der Stückkosten.
- Zeitplanung: Ermittlung der Vorgabezeiten also der geplanten Bearbeitungsdauern.

### Arbeitssystemplanung
Die Arbeitssystemplanung umfasst die eher längerfristigen Planungsaktivitäten. Folgende Bereiche werden in der Fachliteratur genannt:
- Fertigungsmittelplanung: Ermitteln des benötigten Maschinenbedarfs und Planung der Anordnung einzelner Maschinen.
- Lager- und Transportplanung: Dazu zählt die Bestimmung, welche Lagerarten genutzt werden sollen, was und wie viel gelagert werden soll und wie die Transportwege aussehen sollen. Dazu zählt auch die Beschaffung der benötigten Lagertechnik und Förderanlagen.
- Personalplanung: Dazu zählt insbesondere die Festlegung der erforderlichen Personalkapazitäten und die Qualifikation des Personals.
- Flächen- und Standortplanung: Festlegung des Unternehmensstandortes, des Generalbebauungsplans im Rahmen der Fabrikplanung oder die Layoutplanung die die Standorte von Betriebsmitteln innerhalb von Gebäuden festlegt.
- Investitionsrechnung
- Arbeitsplatzgestaltung: Dazu zählt die Gestaltung nach ergonomischen Richtlinien und die Überprüfung ob die Arbeitsplätze auch die Richtlinien des Arbeitsschutzes einhalten.
- Planung Organisatorischer Strukturen

## Arbeitssteuerung
Zu den wesentlichen Hauptaufgaben der Arbeitssteuerung zählt man:
- Materialdisposition und -bereitstellung,
- Termin- und Kapazitätsplanung, sowie die
- Fertigungssteuerung bzw. Werkstattsteuerung.

Basis für die Auftragsdurchführung sind die von der Arbeitsplanung in den Arbeitsplänen festgelegten Arbeitsabläufe und Vorgabezeiten. Weitere wichtige Daten sind die in der aktuellen Situation zur Verfügung stehenden Kapazitäten von Mitarbeitern, Maschinen und Betriebsmitteln, d. h. die Anzahl verfügbarer Arbeitsstunden in den zukünftigen Zeiträumen.

## Arbeitsvorbereitung in der Praxis
Der zeitliche Umfang der oben genannten Aufgaben kann je nach Unternehmen bzw. Fertigungsart und Fertigungstyp sehr unterschiedlich sein. In Unternehmen der Einzel- und Kleinserienfertigung ist der Umfang arbeitsplanerischer Tätigkeiten (Arbeitsablaufplanung, Vorgabezeitkalkulation usw.) vielfach vorherrschend. Bei Serienfertigung ist oftmals die Arbeitssteuerung bestimmend. In Unternehmen mit Massenfertigung werden zumeist Spezialanlagen zur Produktion eingesetzt. Hier liegt der Aufgabenschwerpunkt in Entwicklung, Aufbau und ständiger Optimierung von Fertigungsmitteln, d. h. im Bereich Fabrikplanung. Die Herstellung von variantenreichen Produkten in Serien- bzw. Massenfertigung (z. B. Automobilindustrie) ist darüber hinaus zumeist mit großem Aufwand für die Materialdisposition verbunden.